# Profilwiderstand

Diagramm des -Werts

Der Profilwiderstand {\displaystyle W} ist eine Kraft, die an einem Flügelprofil bei Umströmung des Flügels durch ein Fluid (beispielsweise Luft um den Flügel eines Flugzeuges) entsteht. Die Widerstandskraft wirkt entgegen der Bewegungsrichtung des Flügels.
Die Widerstandskraft errechnet sich aus der Formel:
{\displaystyle W=c_{\mathrm {w} }\cdot A\cdot {\frac {\rho }{2}}\cdot v^{2}}
mit
- der Größe der Fläche {\displaystyle A} des Flügels
- der Dichte {\displaystyle \rho } des Fluids
- der Anströmgeschwindigkeit {\displaystyle v}
- dem aerodynamischen Profilwiderstandsbeiwert {\displaystyle c_{\mathrm {w} }=c_{\mathrm {p} }+c_{\mathrm {r} }}
  - dem Druckwiderstandsbeiwert {\displaystyle c_{\mathrm {p} }}
  - dem Reibungswiderstandsbeiwert {\displaystyle c_{\mathrm {r} }}.

Außerdem haben Einfluss auf den Profilwiderstand:
- die Form des Profils
- die Strömungsart (laminar oder turbulent, s. u.)
- die Viskosität des Fluids
- die Grenzschichtdicke und
- die Rauheit der Profiloberfläche.

Die Ermittlung der Widerstandsbeiwerte {\displaystyle c_{W}} verschiedener Profile ist Gegenstand umfangreicher Windkanalmessungen. Damit die Messergebnisse vom Modell auf die Ausführung übertragen werden können, sind als zuständige Vergleichszahlen die Reynolds-Zahl ({\displaystyle Re}) und die Mach-Zahl ({\displaystyle Ma}) zu bestimmen. Die gemessenen Widerstandsbeiwerte werden dann in {\displaystyle c_{\mathrm {w} }/Re}-Diagrammen für inkompressible Strömungen bzw. in {\displaystyle c_{\mathrm {w} }/Ma}-Diagrammen für kompressible Strömungen aufgetragen.
Dabei  ergibt sich Folgendes: im kleinen Geschwindigkeitsbereich und bei laminarer Strömung ({\displaystyle Re<Re_{\text{krit}}}) nimmt der {\displaystyle c_{W}}-Wert mit ansteigender Reynolds-Zahl ab. Dies ist erklärbar mit der zunehmend größer werdenden Energie der Strömung, die es ihr ermöglicht, dem Flügelprofil länger zu folgen und den Ablösepunkt entlang der Profiloberfläche nach hinten zu  verschieben. Die turbulente Wirbelschleppe hinter dem Profil wird kleiner und verringert ihren Einfluss auf den Reibungswiderstandsbeiwert.
Oberhalb der kritischen Reynolds-Zahl ({\displaystyle Re>Re_{\text{krit}}}) schlägt die laminare Strömung in eine turbulente um, einhergehend mit einer größeren Grenzschichtdicke. Diese hat  im Bereich knapp oberhalb von {\displaystyle Re_{\text{krit}}}einen deutlichen Anstieg des Reibungswiderstandsbeiwertes zur Folge. Im folgenden mittleren Geschwindigkeitsbereich bleibt der Reibungswiderstandsbeiwert fast unverändert. Bei größeren Geschwindigkeiten hat die Kompressibilität des Gases einen immer stärker werdenden Einfluss auf den Reibungswiderstandsbeiwert und erhöht den {\displaystyle c_{\mathrm {w} }}-Wert stark ansteigend. In diesem Bereich wird der {\displaystyle c_{\mathrm {w} }}-Wert über der Mach-Zahl als Vergleichszahl aufgetragen (im Diagramm nicht abgebildet).

## Reibungswiderstandsbeiwert einer überströmten Platte
Der Widerstandsbeiwert einer laminar überströmten Platte kann mit folgender Formel ermittelt werden:
{\displaystyle c_{r,{\text{lam}}}={\frac {1{,}328}{\sqrt {Re}}}}
Ist die Strömung über die Platte turbulent, so gilt folgende Formel zur Berechnung:
{\displaystyle c_{r,{\text{tur}}}={\frac {0{,}0725}{\sqrt[{5}]{Re}}}}